# 이국전
이국전(李國銓, 1915년 ~ ?)은 한국의 조각가이다.

## 생애
충청남도 출신이다. 김복진에게 조각을 배운 뒤 일본 니혼 대학 예술과에 유학하였고, 1930년대 후반부터 구상 조각계에서 활발히 활동했다. 1938년 안창호가 사망 직전 병원에 입원해 있을 때 김복진과 함께 안창호의 얼굴 모습을 떴다가 일본 경찰에게 빼앗기고 추궁을 당했다는 일화가 있다.
일제강점기 말기에는 친일 작품을 제작하면서 활동했다. 1940년 일본의 황기 2600년을 축하하기 위해 개최된 황기 2600년 봉축 기념 미술전에 조소 작품을 출품하였고, 1944년 전쟁을 미화하고 선동하기 위해 개최된 결전미술전에는 〈공격〉을 출품했다.
광복 후 조선미술건설본부에 참여하였다. 미건은 일제강점기 동안 극렬한 친일 활동을 보인 김은호, 심형구, 김인승, 김경승, 이상범 등 소수만을 제외하고 대부분의 미술인들이 망라된 단체였으며, 이국전은 조각부 위원으로 참가했다. 이듬해인 1946년 윤효중 등과 함께 조각가 단체인 조선조각가협회도 결성했다. 1948년 전국문화단체총연합회가 개최한 민족정신앙양 전국문화인 총궐기대회에 출품하고 1949년 창설된 제1회 대한민국미술전람회에서 조각부문 심사위원이 맡았다.
한국 전쟁 중에 월북하였고, 이후 평양미술대학 강좌장을 지냈으나 월북 경위는 불분명하다. 북조선에서 월북 조각가인 조규봉과 함께 〈김일성 원수 반신상〉(1954)을 제작하는 등 조각 부문에서 활동한 것으로 알려져 있으며, 대한민국에는 작품이 남아있지 않다. 1962년 《조선예술》에 김일성의 교시 실천을 다룬 시론인 〈교시 실천 과정에서 조각 분야가 거둔 성과〉를 기고한 것을 마지막으로 활동 기록이 드러나 있지 않다.
2008년 민족문제연구소가 정리한 친일인명사전 수록예정자 명단 중 미술 분야에 선정되었다.

## 참고자료
- 한국민족문화사전, 조각(彫刻) - 근대·현대
- 조영복 (2002년 9월 10일). 〈이쾌대 - 장엄한 역사의 서막을 알려준 화가의 손〉. 《월북 예술가, 오래 잊혀진 그들》. 서울: 돌베개. ISBN 9788971991503.